# Ібтіхадж Мухаммад
Ібтіхадж Мухаммад (англ. Ibtihaj Muhammad, нар. 4 грудня 1985, Нью-Джерсі, США) — американська фехтувальниця, бронзова призерка Олімпійських ігор 2016 року в командній шаблі, чемпіонка світу та призерка чемпіонатів світу.

## Виступи на Олімпіадах
| Олімпіада | Дисципліна      | Місце |
| --------- | --------------- | ----- |
| Ріо 2016  | шабля, особисті | 9     |
| Ріо 2016  | шабля, командні | 3     |

## Цікаві факти
У листопаді 2017 року компанія Mattel представила нову ляльку Барбі у хіджабі, прототипом якої стала фехтувальниця Ібтіхадж Мухаммад, що виступала на Олімпіаді в Ріо-де-Жанейро в традиційному мусульманському одязі.